# Beihang University Gymnasium
Das Beihang University Gymnasium ist eine Sporthalle auf dem Campus der Universität für Luft- und Raumfahrt in der chinesischen Hauptstadt Peking.
Während der Olympischen Sommerspiele 2008 haben in der im Jahr 2007 renovierten Sporthalle der Universität für Luft- und Raumfahrt Peking die Wettbewerbe im Gewichtheben stattgefunden. Ebenso fand das Gewichtheben bei den Sommer-Paralympics 2008 dort statt. Die 21.000 m² große Halle bietet 3400 Sitzplätze, die anlässlich der Olympischen Spiele um 2600 temporäre Plätze ergänzt wurden.